# سفارت اوکراین در زاگرب
سفارت اوکراین در زاگرب (به لاتین: Embassy of Ukraine) یک منطقهٔ مسکونی و نمایندگی سیاسی این کشور در کرواسی است که در زاگرب واقع شده‌است.